# Droga wojewódzka 869
Die Droga wojewódzka 869 (DW 869) ist eine sechs Kilometer lange Droga wojewódzka (Woiwodschaftsstraße) in der polnischen Woiwodschaft Karpatenvorland, die Jasionka mit Rudna Mała verbindet. Die Strecke liegt im Powiat Rzeszowski.

## Streckenverlauf
Woiwodschaft Karpatenvorland, Powiat Rzeszowski
-  Jasionka (S 19, DK 19, DW 878)
- Tajęcina
-  Rudna Mała (DK 9)